# Білолобик чорносмугий
Білолобик чорносмугий (Aphelocephala nigricincta) — вид горобцеподібних птахів родини шиподзьобових (Acanthizidae). Ендемік центральної Австралії.

## Опис
Довжина птаха становить 10 см. Верхня частина тіла і голова сірувато-коричневі. Обличчя біле, обрамлене темною смугою, нижній край якої проходить під очима. Верхня частина грудей сірувата з блакитним відтінком, а нижня біла. Поперек грудей проходить чорна смуга. На боках червонувато-коричневі плями. Дзьоб і лапи чорні. Виду не притаманний статевий диморфізм. Молоді птахи мають світліше забарвлення.

## Поширення і екологія
Чорносмугий білолобик є ендеміком центральних районів Австралії. Його ареал простягається від південно-західного Квінсленда до Західної Австралії. Цей вид птахів мешкає в напівпустелях і солончаках, сухих чагарниках і пустищах.

## Поведінка
Чорносмугий білолобик харчується безхребетними, яких шукає на землі.
Гніздування відбувається взимку, з липня по вересень. Гніздо кулеподібної форми робиться з сухої трави і має довгий трубчастий вхід. Воно розміщується на землі, серед чагарників і прикрашається квітками і пір'ям. В кладці 3-4 яйця білого кольору з коричневими плямками, розміром 17×13 мм.
Повідомлялося. що чорносмугі білолобики в холодні, зимові ночі впадають в торпор і прокидаються, зігрівшись під вранішніми променями.